# 魔ゼルな規犬
魔ゼルな規犬（まゼルなきけん、1974年6月7日 - ）は日本のインディーズアーティスト。人間大學レコード所属。表現者であり音楽家。高円寺の無力無善寺や新宿JAMなどを中心にライブ活動をしている。

## 人物
2000年活動開始。馬のお面を被り、前衛的な音楽をバックに演説形式のパフォーマンスを行う。過去には自作曲が中京テレビホームページ「なでしこ」のCMソングに抜擢されたこともある。イベント企画者でもあり、主宰する魔ゼルな企画は東京・名古屋・大阪を中心に年に数回行われている。過去に安穂野香、東方力丸、オーラルヴァンパイア、中沢健、アーバンギャルドらも出演した。

## 作品

### アルバム
- 090-9170-6967（2008年）
- 090-9170-6967完全版（2012年）
- 魔ゼルなでこキ犬（2012年）

## 出演

### テレビ
- CBCテレビ『ヒデヨシ』
- フジテレビ『SDM発!』100人目のバカ』
- 日本テレビ『月曜から夜ふかし』
- テレビ東京『レベチな人、見つけた』